# Robert Ashley
Robert Reynolds Ashley (ur. 28 marca 1930 w Ann Arbor, zm. 3 marca 2014 w Nowym Jorku) – amerykański kompozytor, aktor, reżyser i producent filmowy.

## Filmografia
muzyka
seriale
- 1983: Four American Composers

film
- 1974: Music with Roots in the Aether: Opera for Television by Robert Ashley

producent
- 1974: Music with Roots in the Aether: Opera for Television by Robert Ashley

reżyser
- 1974: Music with Roots in the Aether: Opera for Television by Robert Ashley

we własnej osobie
- 1974: Music with Roots in the Aether: Opera for Television by Robert Ashley

aktor
- 1987: Panna Marple jako Detektyw